# Admiral Freebee

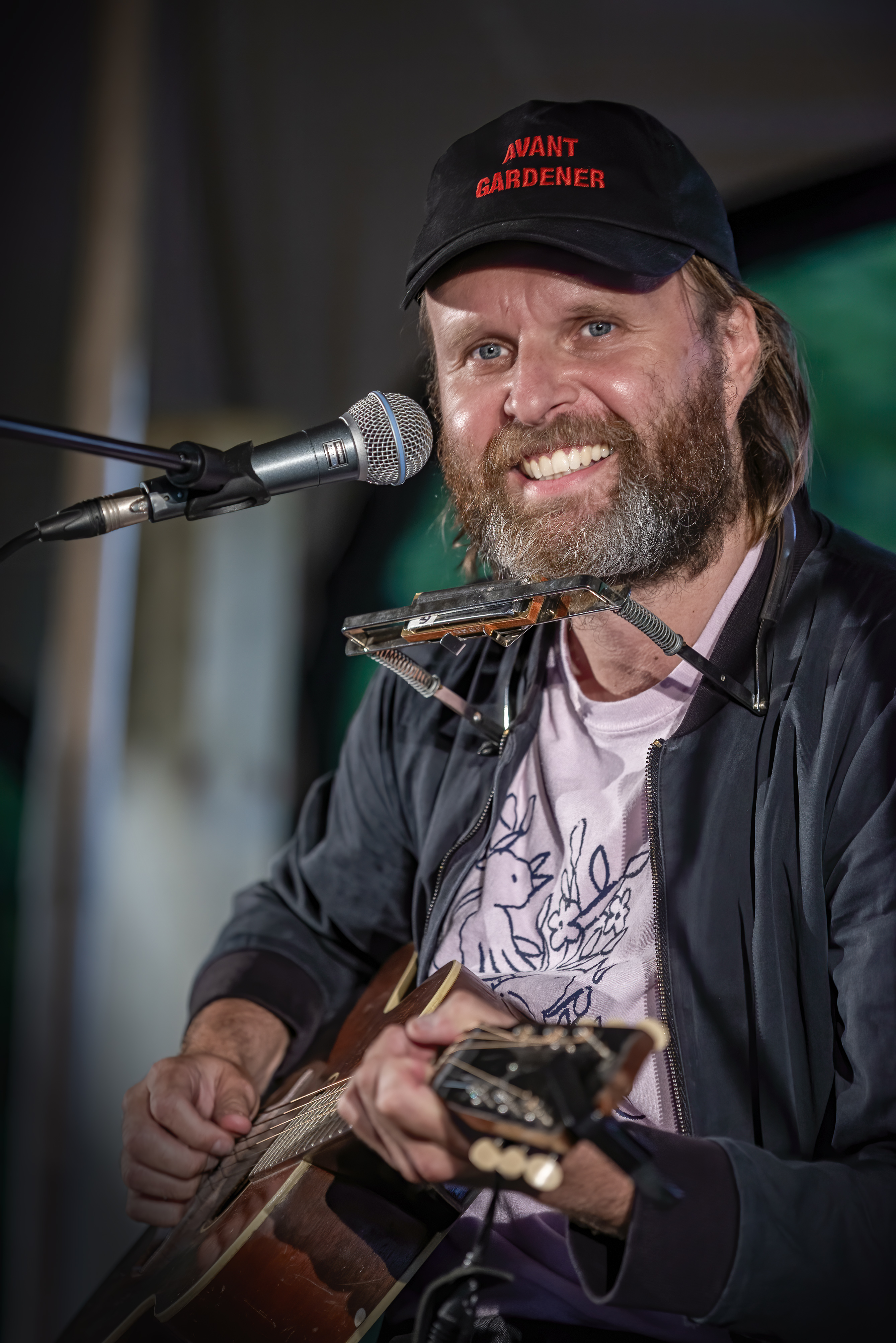
Admiral Freebee (2021)

Admiral Freebee (* 1974 in Antwerpen als Tom Van Laere) ist ein belgischer Singer-Songwriter. Er spielt Gitarre, Klavier und Mundharmonika. Mit seinen ersten vier Alben belegte er jeweils Platz eins der belgischen Charts.

## Name
Admiral Freebee ist der Name eines in der San Francisco Bay gesunkenen Schiffes, das durch den Roman On the Road - Unterwegs von Jack Kerouac bekannt wurde. Van Laere adaptierte diesen Namen als sein Pseudonym, unter dem er auftritt und Platten veröffentlicht. Die Booklets seiner CDs nennen als Musiker und Songschreiber seinen tatsächlichen Namen Tom Van Laere.

## Biografie
Van Laere stammt aus Brasschaat, einer Gemeinde im Großraum Antwerpen. Seine Karriere begann er als Tennisspieler. Als er eines Tages vor dem Spiegel posierte, drehte er den Schläger um, rief „Gitarre“ und widmete sich nunmehr dem Schaffen von Bob Dylan, Neil Young und Hank Williams.
Als Admiral Freebee nahm er 2000 an Humo's Rock Rally teil, einem im Zweijahresrhythmus stattfindenden Nachwuchswettbewerb in Belgien. Dort gewann er die Silbermedaille der Jury und den Publikumspreis. Er erhielt einen Plattenvertrag bei Universal und veröffentlichte 2003 sein erstes Album, Admiral Freebee, das für eine Woche an der Spitze des flämischen Teils der belgischen Charts stand. Der Songs betitelte Nachfolger erschien 2005 und war zwei Wochen lang Nummer eins. Sein drittes Album namens Wild Dreams of New Beginnings folgte im Jahr 2006 und stand ebenfalls zwei Wochen auf der obersten Position. Die Aufnahmen fanden unter anderem in Kingston, New York und Nashville, Tennessee statt. Das Stück Coming of the Knight ist ein Duett mit der amerikanischen Country-Sängerin Emmylou Harris. Seit Juli 2008 arbeitet der „bärtige Barde (aus Brasschaat)“ an den Aufnahmen seiner vierten LP.

## Diskografie

### Alben
| Jahr | Titel                          | Höchstplatzierung, Gesamtwochen, AuszeichnungChartplatzierungen (Jahr, Titel, Platzierungen, Wochen, Auszeichnungen, Anmerkungen) | Höchstplatzierung, Gesamtwochen, AuszeichnungChartplatzierungen (Jahr, Titel, Platzierungen, Wochen, Auszeichnungen, Anmerkungen) | Anmerkungen                            |
| Jahr | Titel                          | BEF | BEW | Anmerkungen                            |
| ---- | ------------------------------ | --- | --- | -------------------------------------- |
| 2003 | Admiral Freebee                | BEF1 Platin · (70 Wo.)BEF | — | Erstveröffentlichung: 7. Februar 2003  |
| 2005 | Songs                          | BEF1 Platin · (43 Wo.)BEF | BEW48 (4 Wo.)BEW | Erstveröffentlichung: 25. März 2005    |
| 2006 | Wild Dreams of New Beginnings  | BEF1 Gold · (28 Wo.)BEF | BEW41 (6 Wo.)BEW | Erstveröffentlichung: 13. Oktober 2006 |
| 2010 | The Honey & the Knife          | BEF1 Gold · (34 Wo.)BEF | BEW88 (1 Wo.)BEW | Erstveröffentlichung: 22. Februar 2010 |
| 2011 | Wreck Collection – The Singles | BEF25 (17 Wo.)BEF | — | Erstveröffentlichung: 28. Oktober 2011 |
| 2014 | The Great Scam                 | BEF1 (39 Wo.)BEF | BEW67 (7 Wo.)BEW | Erstveröffentlichung: 3. März 2014     |
| 2016 | Wake Up and Dream              | BEF1 (29 Wo.)BEF | BEW154 (1 Wo.)BEW | Erstveröffentlichung: 8. April 2014    |
| 2017 | A Duet for One                 | BEF7 (8 Wo.)BEF | — |                                        |
| 2020 | Don’t Follow Me, I’m Lost      | BEF141 (1 Wo.)BEF | — |                                        |
| 2021 | The Gardener                   | BEF11 (12 Wo.)BEF | — | Erstveröffentlichung: 29. Oktober 2021 |
| 2021 | Digital Blues                  | BEF80 (1 Wo.)BEF | — |                                        |
| 2023 | Box                            | BEF83 (2 Wo.)BEF | — |                                        |

### Singles
| Jahr | Titel Album                                         | Höchstplatzierung, Gesamtwochen, AuszeichnungChartsChartplatzierungen (Jahr, Titel, Album, Platzierungen, Wochen, Auszeichnungen, Anmerkungen) | Anmerkungen                           |
| Jahr | Titel Album                                         | BEF | Anmerkungen                           |
| ---- | --------------------------------------------------- | --- | ------------------------------------- |
| 2006 | Faithful to the Night Wild Dreams of New Beginnings | BEF50 (1 Wo.)BEF |                                       |
| 2010 | Always on the Run The Honey & the Knife             | BEF19 (14 Wo.)BEF | Erstveröffentlichung: 18. Januar 2010 |
| 2013 | Nothing Else to Do The Great Scam                   | BEF38 (3 Wo.)BEF | Erstveröffentlichung: 10. Januar 2014 |
| 2016 | Let It Shine Wake Up and Dream                      | BEF43 (2 Wo.)BEF | Erstveröffentlichung: 18. April 2016  |